# 어느 박람회장에서 생긴 일 (1962년 영화)
《어느 박람회장에서 생긴 일》(State Fair)은 미국에서 제작된 호세 페레 감독의 1962년 뮤지컬, 멜로/로맨스 영화이다. 앤 마그렛 등이 주연으로 출연하였고 찰스 브래킷 등이 제작에 참여하였다.
1933년 영화, 1945년 영화의 리메이크 작품이며 재정적으로나 작품 평가적으로 성공적이지 못한 영화 작품이다.

## 출연

### 주연
- 앤 마그렛
- 팻 분
- 데이비드 브랜든

### 조연
- 월리 콕스
- 바비 다린
- 톰 이웰
- 알리스 페이
- 로버트 폴크
- 앨버트 해리스
- 클렘 하비
- 파멜라 티핀

## 기타
- 원작자: 오스카 해머스타인 2세
- 원작자: 필립 스통
- 의상: 마저리 베스트